# 肺 (臟腑)
肺为五脏之一；根据经络、臟象学说，肺的功能是：
- 肺主气，肺司呼吸，并有统属一身之气的功能；《素问·五藏生成篇》：“诸气者，皆属于肺。”
- 肺通调水道，体内水液的通畅与调节，有赖于肺气宣散、肃降的作用；《素问·经脉别论》：“脾气散精，上归于肺，通调水道，下输膀胱”。
- 肺主皮毛，肺与体表皮毛有密切关系；《素问·五藏生成篇》：“肺之合皮也，其荣毛也。”
- 肺气通于鼻：肺与鼻有直接联系；“肺和则鼻能知臭香”，所以有“肺开窍于鼻”之说。
- 肺的经脉为手太阴肺经，与手阳明大肠经有表里关系。

## 外部連結
- 肺炎 （页面存档备份，存于） 中藥方劑圖像數據庫 (香港浸會大學中醫藥學院) （中文）（英文）
- 肺心病 （页面存档备份，存于） 中藥方劑圖像數據庫 (香港浸會大學中醫藥學院) （中文）（英文）
- 肺氣 中藥方劑圖像數據庫 (香港浸會大學中醫藥學院) （中文）（英文）
- 肺腎陰虛 （页面存档备份，存于） 中藥方劑圖像數據庫 (香港浸會大學中醫藥學院) （中文）（英文）
- 肺癰 （页面存档备份，存于） 中藥方劑圖像數據庫 (香港浸會大學中醫藥學院) （中文）（英文）
- 肺痿 （页面存档备份，存于） 中藥方劑圖像數據庫 (香港浸會大學中醫藥學院) （中文）（英文）
- 肺氣腫 （页面存档备份，存于） 中藥方劑圖像數據庫 (香港浸會大學中醫藥學院) （中文）（英文）
- 肺結核咯血 （页面存档备份，存于） 中藥方劑圖像數據庫 (香港浸會大學中醫藥學院) （中文）（英文）